# Fotbalová reprezentace Nauru
Fotbalová reprezentace Nauru reprezentuje Nauru v mezinárodních zápasech.
První zápas odehrála s Šalamounovými ostrovy, který vyhrála 2:1, šlo o zatím jediný zápas reprezentace.
Nemůže se stát členem OFC nebo FIFA, jelikož se v zemi nenachází jediný stadion.